# Sarcoglyphis smithiana
Sarcoglyphis smithiana là một loài thực vật có hoa trong họ Lan. Loài này được (Kerr) Seidenf. miêu tả khoa học đầu tiên năm 1992.